# لوکا پلوگمن
لوکا پلوگمن (انگلیسی: Luca Plogmann؛ زادهٔ ۱۰ مارس ۲۰۰۰) بازیکن فوتبال اهل آلمان است.
از باشگاه‌هایی که در آن بازی کرده‌است می‌توان به باشگاه ورزشی وردر برمن اشاره کرد.
وی همچنین در تیم‌های ملی فوتبال جوانان آلمان،  جوانان آلمان، جوانان آلمان، و جوانان آلمان بازی کرده‌است.